# Mount Adrian
Mount Adrian är ett berg i Kanada.   Det ligger i provinsen British Columbia, i den sydvästra delen av landet, 3 700 km väster om huvudstaden Ottawa. Toppen på Mount Adrian är 1 870 meter över havet, eller 589 meter över den omgivande terrängen. Bredden vid basen är 9,0 km.
Terrängen runt Mount Adrian är bergig åt sydväst, men åt nordost är den kuperad.Runt Mount Adrian är det mycket glesbefolkat, med 5 invånare per kvadratkilometer.. Det finns inga samhällen i närheten. 
I omgivningarna runt Mount Adrian växer i huvudsak barrskog.